# Poterne des Barrés
La poterne des Barrés était une entrée, aujourd'hui disparue, percée dans l'ancienne enceinte de Philippe-Auguste de Paris. 

## Situation
Elle se trouverait de nos jours au niveau du n° 20 de la rue de l'Ave Maria, dans le 4e arrondissement de Paris.

## Origine du nom
Elle fut ainsi nommée parce qu'elle conduisait au couvent des Carmes, dits Barrés, soit à cause de leurs vêtements barrés, soit parce qu'ils ne se laissaient voir qu'à travers des barreaux. Leur couvent était à l'emplacement du couvent des Célestins.

## Historique

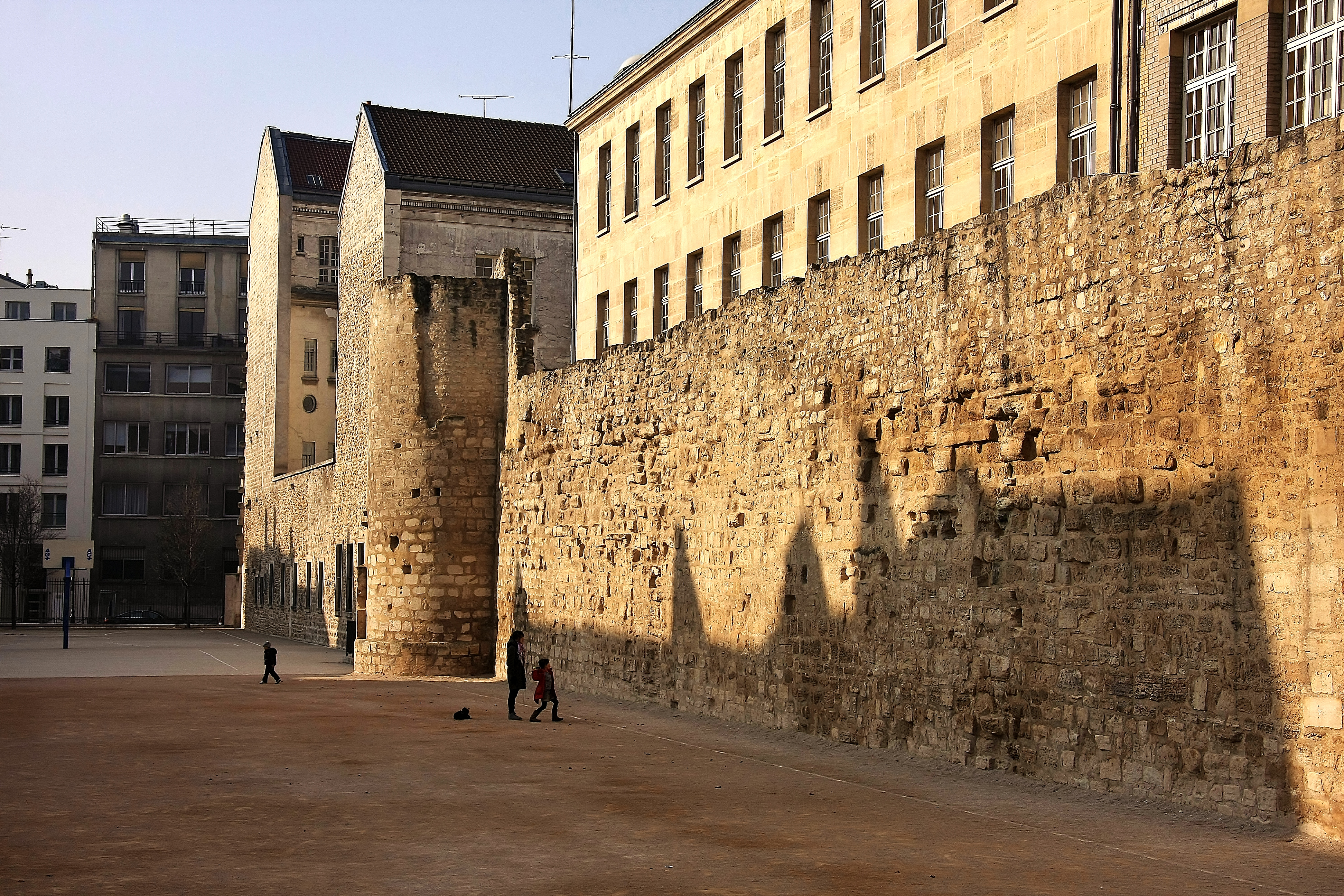
La poterne se situerait à l'extrémité de ce vestige d'enceinte visible rue des Jardins-Saint-Paul.

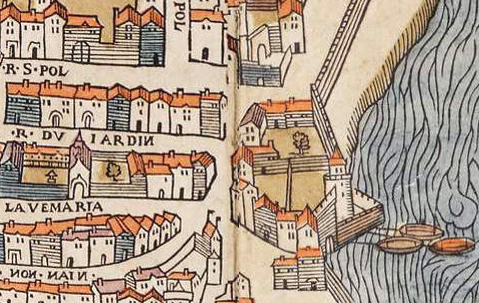
La poterne des Barrés n'existe plus vers 1550 (plan de Truschet et Hoyau).

La construction de l'enceinte de Philippe Auguste, vers 1200, avait coupé en deux un chemin conduisant de la porte Baudoyer (place Baudoyer) à la « Folie Morel » (caserne des Célestins) et à cette intersection, une poterne fut ouverte. Elle se situait à l'emplacement actuel du n°20 rue de l'Ave Maria dans l'alignement de la partie de l'enceinte encore visible, rue des Jardins-Saint-Paul.
La partie extérieure du chemin prit le nom « rue de la Folie-Jean-Morel », puis en 1227, celui « des Barrés » à la suite de l'occupation de la « Folie-Morel » par le couvent des Carmes-Barrés. 
Elle a aussi porté les noms de « poterne Barrée », « poterne des Barrières » et « poternes des Béguines », à cause du couvent des Béguines qui y était situé , et qui a été par suite occupé par les filles de l'Ave-Maria, qui est maintenant une caserne.
Elle était flanquée d'(ou percée à travers) une tour de l'enceinte qui jouxtait au nord la tour Barbeau. 
Devenue inutile et gênant la circulation, elle fut détruite à la fin de la première moitié du XVIe siècle.